# Frank Hertel
Frank Hertel (* 11. März 1971 in Bamberg) ist ein deutscher Soziologe und Publizist.
Seine Jugend verbrachte Hertel in Bayreuth und legte dort auch sein Abitur ab. Er studierte Soziologie vor allem in Würzburg und übte diverse Jobs aus. Seit 2010 ist er freier Schriftsteller und lebt mit seiner Familie in Neuötting.
Für „Knochenarbeit“ (2010), seinen „Frontbericht aus der Wohlstandsgesellschaft“, in dem er seine auf investigative Weise gewonnenen Erfahrungen als Billigarbeiter in einer Industriebäckerei beschreibt, wurde Hertel von Günter Wallraff scharf angegriffen.

## Publikationen
- Ansätze einer empirischen Umweltsoziologie (Tectum Verlag, 1998)
- Knochenarbeit. Ein Frontbericht aus der Wohlstandsgesellschaft (Hanser Verlag, 2010)
- Die Saufkultur. Warum man in Deutschland trinken muss (Kindle Edition, 2011)
- 111 Regeln für meine Tochter. Eine liebevolle Anleitung zum Erwachsenwerden (Schwarzkopf & Schwarzkopf, 2013)
- 111 Regeln für meinen Sohn. Eine liebevolle Anleitung zum Erwachsenwerden (Schwarzkopf & Schwarzkopf, 2013)
- Susi vom Mars. Roman (Schwarzkopf & Schwarzkopf, 2014)